# Koparka kryptowalut

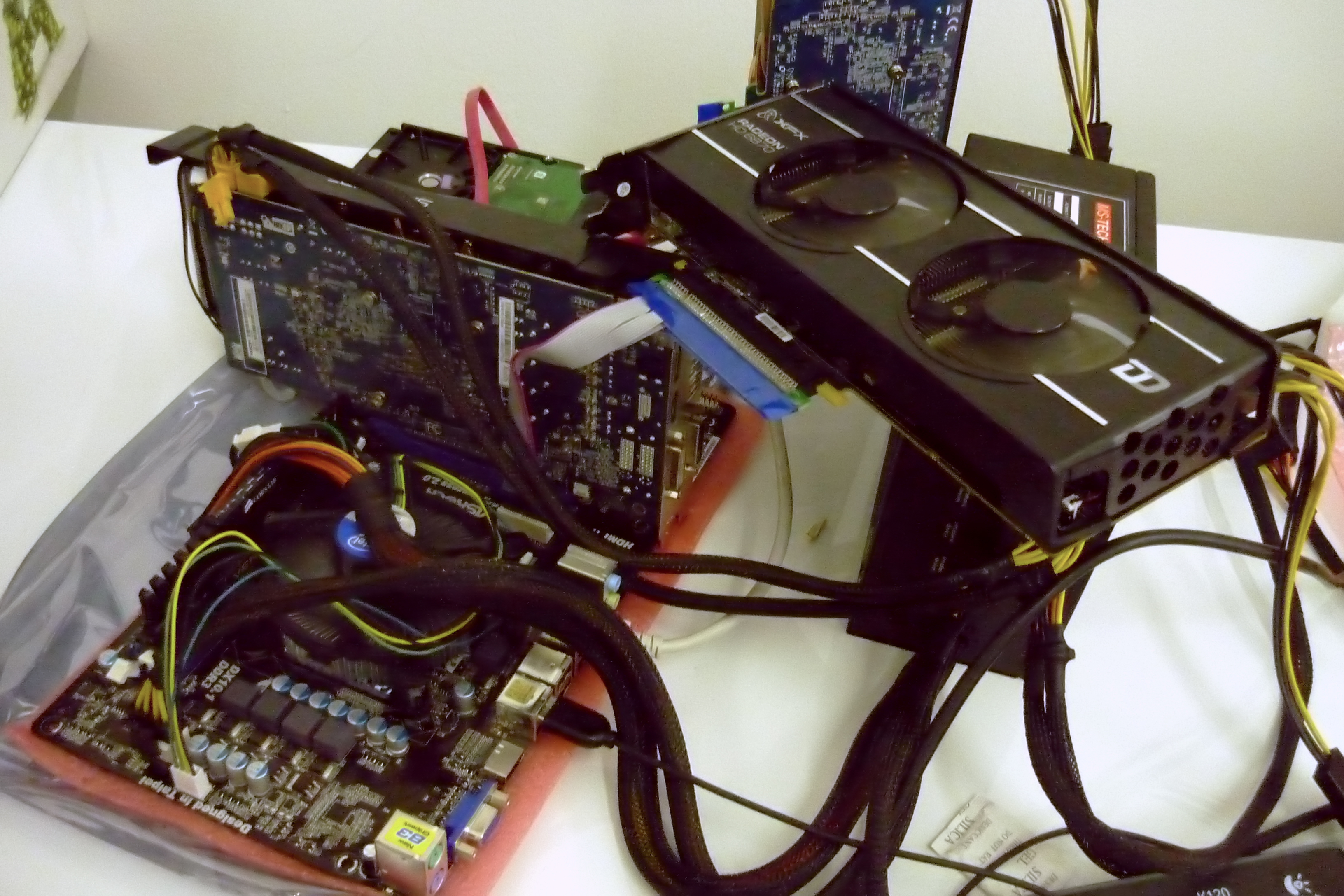
Typowa koparka GPU

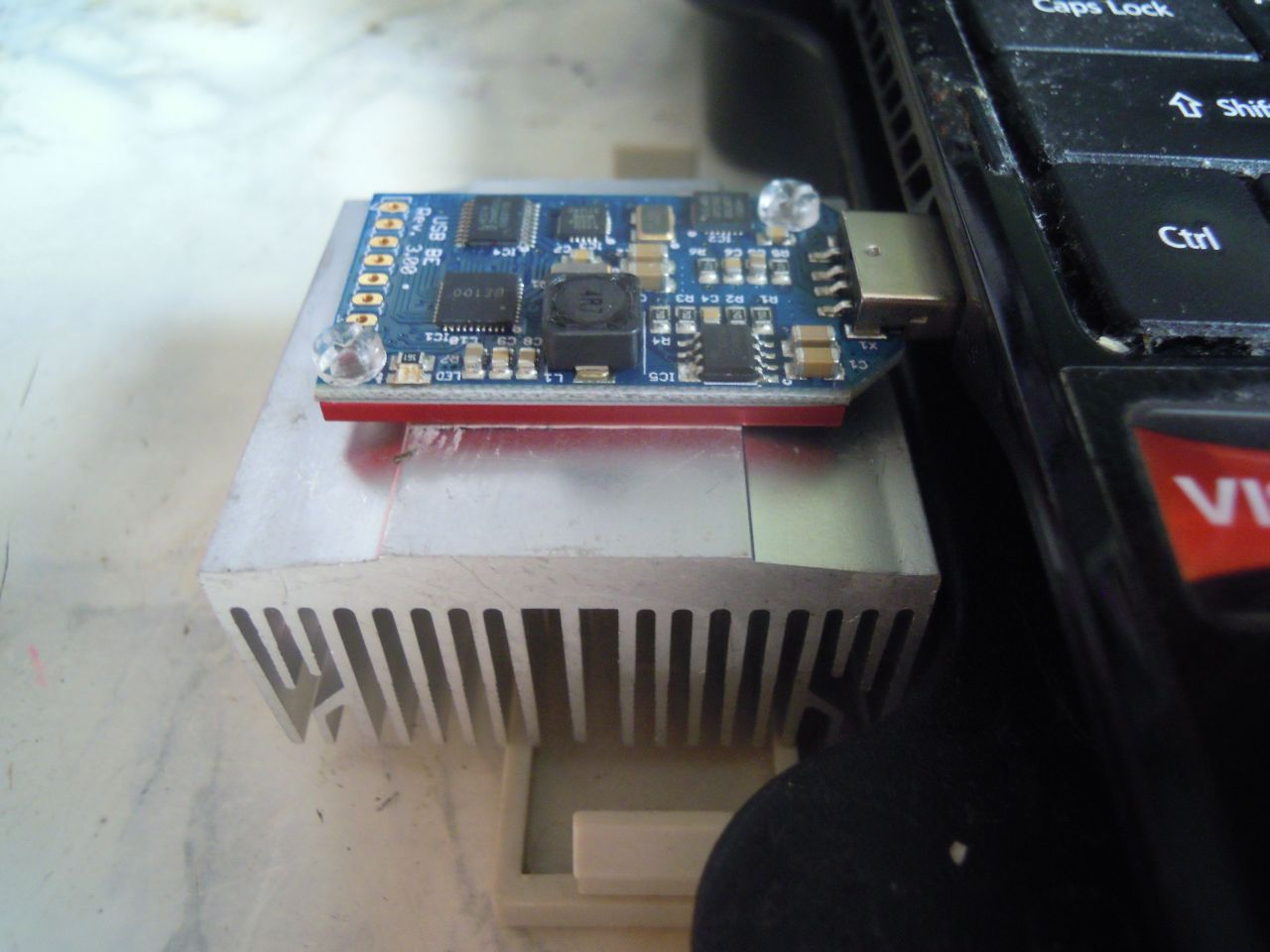
ASICMINER Urządzenie wydobywające USB oparte na układzie ASIC

Koparka kryptowalut –  urządzenie do wydobywania („kopania”) kryptowaluty. Początkowo do kopania wykorzystywano procesory CPU, później stworzono oprogramowanie które jest w stanie dokonywać obliczeń na kartach graficznych GPU , a aktualnie większość kryptowalut wydobywa się na wyspecjalizowanych urządzeniach z znaczą ilością chipów ASIC (popularnie nazywane: koparki ASIC lub asiki). Koparki kryptowalut do poprawnego działania wymagają instalacji specjalnego oprogramowania takiego jak np. p2pool. Wydajność koparek mierzy się w haszach na sekundę (H/s). Przykładem koparki skonstruowanej w oparciu o układ ASIC jest koparka Antminer S9, która działa w oparciu o algorytm SHA-256.  
W nagrodę za wykorzystanie mocy obliczeniowej (kopanie) dostaje się kryptowalutę. W tym procesie, możliwe jest wykopanie bloków i dołączanie ich do blockchaina. 